# Maplestory
Maplestory (stiliserat MapleStory, koreanska: 메이플스토리) är ett gratis MMORPG (massive multiplayer online role playing game) i 2D, utvecklat av det koreanska företaget Wizet och drivs numera av Nexon. Spelet går ut på att besegra monster för att förbättra sin karaktär.

## Om spelet

### Grunder
Man spelar spelet genom att använda tangentbordet och musen. Tangentbordet används för de flesta åtgärder i spelet och det mesta går att ställa in själv. Musen används huvudsakligen till att interagera med NPC:er och sitt inventarie, med mera. I spelet kan man interagera med andra spelare på många sätt, bland annat genom att chatta, spela tillsammans och genom byteshandel.
Som i de flesta MMORPG-spel så förbättrar man i MapleStory sin karaktär genom att besegra monster och slutföra uppdrag (engelska: quests), som ger erfarenhetspoäng och "mesos”, som är spelets valuta. Spelet startar på ön ’’Maple Island’’. Där får man som nybörjare lära sig hur spelet fungerar. Spelaren får prova på att utföra uppdrag och att döda sina första fiender. Det är rekommenderat att ta sig till nivå 7 innan spelaren tar en båt till ’’Victoria Island’’ där man väljer ett yrke till sin karaktär.
Man väljer själv om man vill samla erfarenhet genom att döda monster ensam eller i lag, eller om man vill utveckla sin karaktär på andra sätt. Man kan också få erfarenhet genom att delta i laguppdrag (engelska: party quests) eller genom att utföra uppdrag åt NPC:er. Om man väljer att spela i lag så fördelas erfarenhet och valutan mellan spelarna beroende på deras nivå och delaktighet i striden.
När en spelare dör förlorar den erfarenhet och syns som ett spöke svävande ovanför en gravsten tills spelaren väljer att återupplivas vid närmaste stad.
Man kan som högst gå upp i nivå till nivå 270, bortsett från Cygnus Knights klasserna som kan nå högst nivå 120.

### Servrar
Det finns flera olika regionsspecifika versioner av MapleStory. Sammanlagt har alla versioner över 80 miljoner spelare.[källa behövs] För tillfället är spelet uppdelat i regionerna Sydkorea, Japan, Nordamerika, Thailand, Kina, Singapore, Malaysia och Vietnam. MapleStory hade en europeisk version som kallades MapleStory Europe från 2007, men tjänsten migrerades till den amerikanska spelservern i flera steg mellan den 10 november 2016 och 11 januari 2017.

### Världar
För varje region så finns det flera olika världar, även kallar servrar, som är liksom separata universum och separata ekonomier. I varje värld kan en spelare skapa upp till tre karaktärer. Varje värld är uppdelad i 20 kanaler (engelska: channels), som spelaren kan byta mellan för att hitta en plats att slåss vid där ingen annan är.

## Innehåll

### Klasser
När man skapar en ny karaktär så finns det sex olika grupper av klasser att välja mellan, där två av dem har en klass var: Explorers, Cygnus Knights, Heroes, Resistance, Nova och Sengoku. Beast Tamer och Child of God har en klass per grupp. Några av klasserna är inte tillgängliga i alla spelets regioner.
Explorer börjar sitt äventyr på Maple Island och börjar spelet som Beginner. Denna klass kan välja mellan fem yrken: krigare, bågskytt, magiker, tjuv eller pirat. När man har valt sin klass så kan man uppgradera sitt yrke och få tillgång till nya färdigheter vid nivå 30, 70 och 120.
Cygnus Knights börjar som Noblesse och börjar sitt äventyr i Ereve. Vid nivå 10 kan man avancera till Cygnus Knights klasserna, vilka är liknande till Explorer klasserna. När man når nivå 120 som Cygnus Knight så har man möjligheten att växla in sin karaktär mot en Explorer i nivå 50 med extra färdigheter.
Heroes har sex klasser tillgängliga: Aran, Evan, Phantom, Luminous och Shade. Dessa klasser har sina egna bakgrundsberättelser. Aran har sitt combo-system - en unik fördel som tillåter dem att ta mer skada på monster genom att få en combo när man slår monstret. Evan är ganska likt magikerklassen i Explorer och Cygnus Knights - men den använder en drake som hjälper spelaren att besegra monstren. Mercedes är en slags bågskytt som använder två pilbågar samtidigt. Phantom är en typ av tjuv med möjligheten att härma färdigheter från Explorer klassen. Luminous är en typ av magiker och Shade är en typ av krigare.
Resistance karaktärerna börjar i Edelstein - en stad som tillhör Black Mage. Man börjar som Citizen och har fyra klasser att välja mellan: Battle Mage, Wild Hunter, Blaster och Mechanic. En Battle Mage använder en stav för fysiska attacker, en Wild Hunter rider på en jaguar med en armborst, Blaster använder en armkanon och Mechanic använder en robotliknande dräkt för att slåss.

### Monster
I spelet finns många olika sorters monster. När man börjar spelet på Maple Island har man endast ett par olika monster att bemöta. När man sedan tar sig därifrån stöter man på fler monster som ofta är inspirerade av djur eller följer olika teman. Exempel är bläckfiskar, getingar, krabbor, nallebjörnar, utomjordingar, robotar och växter.

### Uppdrag
Världen i MapleStory är full av NPC:er som behöver hjälp med både det ena och det andra. De flesta uppdragen (engelska: quests) är enmansuppdrag och går bara att genomföra en gång. Det finns också ett antal uppdrag som man kan genomföra flera gånger, och om man vill göra uppdrag tillsammans med andra spelare kan man göra så kallade laguppdrag (engelska: party quests).

### Klaner
Om man vill kan man starta en klan (engelska: guild), där fler spelare kan vara medlemmar. Klanerna blir liksom sina egna gemenskaper, där man kan chatta med varandra över olika servrar och delta i laguppdrag tillsammans.

## Finansiellt
Vid 2006 så rapporterade Wizet spelet sålt för över 300 miljoner US dollar. I region Nordamerika (MapleStory Global) så hade mer än en miljon spelare köpt saker i Cash Shop.[källa behövs] Nexon meddeade även att MapleStory hade över 39 miljoner registrerade konton.
Fram till 2011, så hade spelet sålt för över 1,8 miljarder US dollar.